# William Ebenstein
William Ebenstein (* 11. Mai 1910 in Jazłowiec, Österreich-Ungarn als Wilhelm Ebenstein; † 28. April 1976 in Santa Barbara) war ein austroamerikanischer Jurist und Politikwissenschaftler.

## Leben
William Ebenstein wurde am 11. Mai 1910 im galizischen Jazłowiec als Staatsbürger Österreich-Ungarns geboren. Er entstammte einer angesehenen jüdischen Familie, zu deren Vorfahren unter anderem Jakob Jehoschua Falk gehörte. Kurz nach Ausbruch des Ersten Weltkriegs flüchtete Ebenstein mit seiner Familie vor der heranrückenden Front nach Wien. An der Universität Wien studierte er zwei Semester lang Medizin (Wintersemester 1928/1929 sowie Sommersemester 1929), bevor er im Wintersemester 1929 ebendort das Studium der Rechtswissenschaften aufnahm. 1933 schloss er das Studium ab. Im Juli 1934 promovierte er an der Universität Wien zum Doktor der Rechte.
Im Herbst 1934 emigrierte Ebenstein nach London. An der London School of Economics and Political Science forschte er zwei Jahre lang bei Harold Laski. 1936 wanderte er in die USA aus und assistierte dem Arbeits- und Institutionenökonomen John R. Commons an der University of Wisconsin in Madison. Ein Jahr später wurde er an derselben Universität Research Associate in Law. 1938 erlangte er einen Ph.D. und wechselte das Fach. In den Politikwissenschaften forschte und lehrte Ebenstein zunächst als Instructor (1938–1940), dann als Assistant Professor (1940–1943) und schließlich als Associate Professor (1943–1946), jeweils an der University of Wisconsin.
Wie viele andere deutschamerikanische Juristen stellte er sich während des Zweiten Weltkrieges in den Dienst der USA. Er arbeitete für den US-amerikanischen Geheimdienst, bildete Personal für die Zeit der Besatzung der Achsenmächte aus und wurde vom Office of War Information (OWI) beauftragt, eine Edition von Hitlers „Mein Kampf“ zu verfassen. 1942 wurde Ebenstein Staatsbürger der USA.
1946 wechselte er als Professor für Political Science an die Princeton University. 1947 wählte ihn die Second General Conference der UNESCO zum Leiter des Projektes „Methods in Political Science“. Gemeinsam mit seinen Assistenten führte er eine international-vergleichende Bestandsaufnahme der Politikwissenschaft durch. Aufbauend auf die im Rahmen dieser Studie errichteten Netzwerkstrukturen kam es 1949 zur Gründung der International Political Science Association. 1962 wechselte Ebenstein an die University of California nach Santa Barbara. Dort verstarb er am 28. April 1976.
Ebenstein war verheiratet und hatte vier Söhne, darunter der Ökonom Alan O. Ebenstein, der einige Werke seines Vaters nach dessen Tod fortführte.

## Werk
In jungen Jahren forschte Ebenstein überwiegend zu rechtstheoretischen und -philosophischen Fragestellungen. Seine 1938 in Prag veröffentlichte Studie „Die rechtsphilosophische Schule der Reinen Rechtslehre“ gilt als die erste umfassende und systematische Abhandlung zur Reinen Rechtslehre. Später wurde Ebenstein mit seinen englischsprachigen Beiträgen auf diesem Gebiet zum zentralen Interpreten und Vermittler der Reinen Rechtslehre im angloamerikanischen Raum.
Auf politikwissenschaftlichem Gebiet veröffentlichte Ebenstein zunächst Schriften zum faschistischen Italien („Fascism at work“ von 1934 sowie „Fascist Italy“ von 1939) und zum nationalsozialistischen Deutschland („The Nazi State“ von 1943 und „The German Record: A Political Portrait“ von 1945). Später publizierte er umfassende Werke auf den Gebieten der Vergleichenden Regierungslehre und der Politischen Ideengeschichte. Zu diesen Studien, die er überwiegend als Lehrbücher konzipierte, zählen auch seine bekanntesten und erfolgreichsten Schriften „Great Political Thinkers: From Plato to the Present“ sowie „Today's Isms“.
Ebensteins Werke wurden in sechs Sprachen übersetzt. Er gilt als einer der absatzstärksten Politikwissenschaftler seiner Zeit.

## Schriften (Auswahl)
- Fascism at Work, London 1934 (unter Pseudonym William Elwin). Neudruck New York London Toronto 1973.
- Die rechtsphilosophische Schule der Reinen Rechtslehre, Prag 1938. Neudruck Frankfurt am Main 1969.
- Fascist Italy, New York 1939. Neudruck New York 1973.
- The Law of Public Housing, Madison 1940.
- The Nazi State, New York 1943. Neudruck Washington 1944 und New York Toronto 1975.
- The German Record: A Political Portrait, New York 1945.
- The Pure Theory of Law, Madison 1945. Neudruck New York 1969. Ins Spanische übersetzt: La Teoria Pura del Derecho 1947.
- Man and the State. Modern Political Ideas, New York 1947. Fortgeführt als Modern Political Thought. The Great Issues, New York 1954. 2. Aufl. 1960.
- Great Political Thinkers: Plato to the Present, New York 1951. 2. Aufl. 1957. 3. Aufl. 1960. 4. Aufl. 1969. 5. Aufl. 1991 (mit Alan O. Ebenstein). 6. Aufl. 2000 (mit Alan O. Ebenstein).
- Today’s Isms. Communism, Fascism, Capitalism, Socialism, New York 1954; 2. Aufl. 1958; 3. Aufl. 1961; 4. Aufl. 1964; 5. Aufl. 1967; 6. Aufl. 1970; 7. Aufl. 1973; 8. Aufl. 1980 (mit Edwin Fogelman); 9. Aufl. 1985 (mit Edwin Fogelman); 10. Aufl. 1994 (mit Edwin Fogelman und Alan O. Ebenstein); 11. Aufl. 2002 (mit Edwin Fogelman und Alan O. Ebenstein).
- Two Ways of Life. The Communist Challenge to Democracy, New York 1962. Neudruck 1964. 2. Aufl. 1966.
- American Democracy in World Perspective, New York 1967; 2. Aufl. 1970; 3. Aufl. 1973; 4. Aufl. London 1976 (jeweils mit C. Herman Pritchett, Herny A. Turner und Dean Mann); 5. Aufl. 1980 (mit C. Herman Pritchett, Herny A. Turner, Dean Mann und Peter Merkl).